# ۹۸۸ (قمری)
۹۸۸ (قمری)، نهصد و هشتاد و هشتمین سال در گاهشماری هجری قمری است. اول محرم این سال برابر با بیست و هفتم فوریه سال ۱۵۸۰ میلادی است.